# Photoelektronenspektroskopie

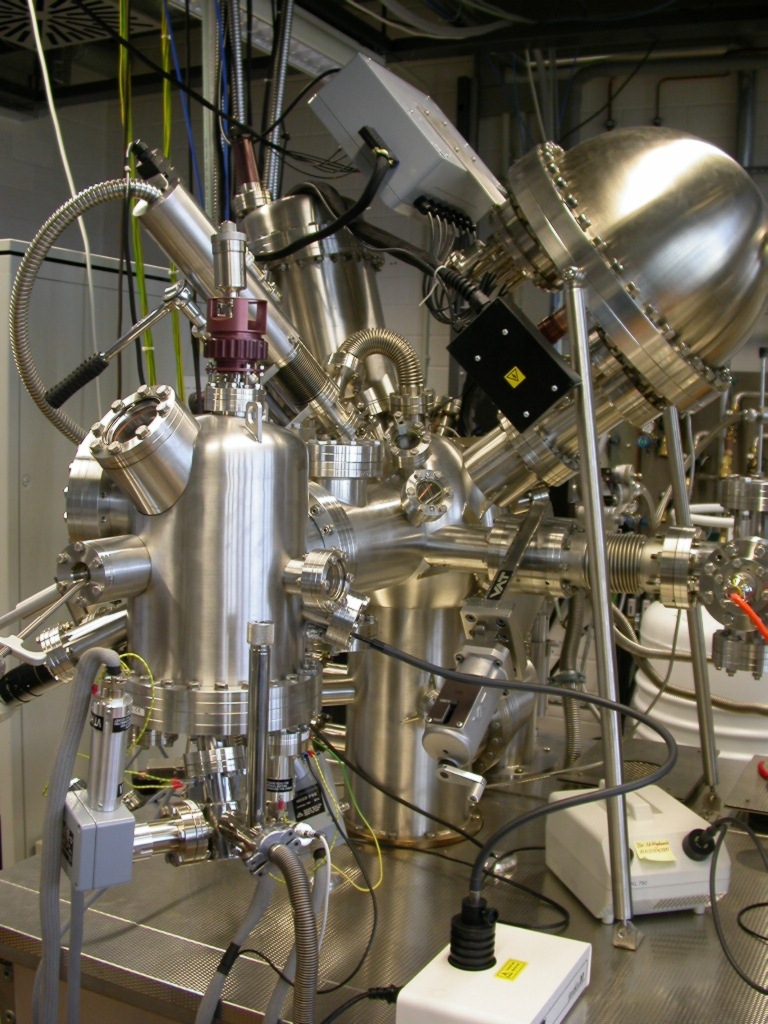
Typisches PES-System mit Halbkugelanalysator, Röntgenröhren und diversen Präparationsmethoden

Die Photoelektronenspektroskopie (PES) oder Photoemissionsspektroskopie beruht auf dem äußeren Photoeffekt, bei dem Photoelektronen durch elektromagnetische Strahlung aus einem Festkörper gelöst werden. In einem vereinfachten Modell verläuft der Prozess der Photoemission in drei Schritten. Zunächst erfolgt die Anregung des Elektrons durch das einfallende Photon, danach der Transport des angeregten Elektrons zur Oberfläche und als dritter Schritt der Austritt des Photoelektrons. Die Austrittsrichtung und die kinetische Energie dieser Elektronen erlaubt Rückschlüsse auf die chemische Zusammensetzung und die elektronische Beschaffenheit des untersuchten Festkörpers. Der Spin dieser Elektronen erlaubt Rückschlüsse auf die magnetischen Eigenschaften des Festkörpers.
In der Festkörperphysik und in benachbarten Gebieten wie der Oberflächenphysik, der Oberflächenchemie und der Werkstoffforschung spielt die Photoelektronenspektroskopie eine zentrale Rolle bei der Untersuchung besetzter elektronischer Zustände. Die apparative Weiterentwicklung seit dem Jahr 2000 erschloss der Photoelektronenspektroskopie neue Felder der Grundlagenforschung.
Die Photoelektronenspektroskopie unterteilt sich in die Bereiche der Ultraviolettphotoelektronenspektroskopie (UPS, engl. ultraviolet PES), der Röntgenphotoelektronenspektroskopie (XPS, engl. X-ray PES; auch ESCA, engl. electron spectroscopy for chemical analysis) und der winkelaufgelösten Photoelektronenspektroskopie (ARPES, engl. angle-resolved PES). Die Ultraviolett-Photoelektronenspektroskopie trifft vorwiegend Aussagen über chemische Verbindungen und elektronische Eigenschaften eines Materials. Die Röntgenphotoelektronenspektroskopie liefert Informationen über die Elementzusammensetzung der Oberfläche und über den chemischen Bindungszustand dieser Elemente. Die Informationstiefe entspricht der Ausdringtiefe der ungestreuten bzw. elastisch gestreuten Elektronen und beträgt in der Regel bis zu drei Nanometer. Mit winkelaufgelöster Photoelektronenspektroskopie wird die elektronische Struktur eines Festkörpers untersucht. Diese Messmethode eignet sich zum Vergleich der theoretisch gerechneten mit dem realen Verlauf der Spektralfunktion des Elektronensystems.

## Geschichte
Der äußere photoelektrische Effekt wurde experimentell 1887 von Heinrich Hertz und Wilhelm Hallwachs
entdeckt und später von Albert Einstein
erklärt (Physiknobelpreis 1921).
Hallwachs erkannte, dass nicht die Intensität des Lichts, sondern dessen Frequenz darüber entscheidet, ob Elektronen aus der Oberfläche einer Photokathode herausgelöst werden können. Einstein führte den Begriff des Lichtquants (Photon) ein und zeigte, dass dessen Energie, die sich – wie Max Planck für die Wärmestrahlung zuvor entdeckte – unmittelbar aus der Lichtfrequenz ν ergibt, mindestens so groß wie die Austrittsarbeit Φ der Festkörperoberfläche sein muss. Seine lichtelektrische Gleichung ergibt die kinetische Energie eines Photoelektrons Ekin, das durch ein Photon der Energie EPhoton aus einem Zustand mit der Bindungsenergie EB angeregt wird.
Die Photoelektronenspektroskopie wurde ab 1960 von Kai Siegbahn in Uppsala systematisch zu einer wichtigen experimentellen Untersuchungsmethode der Oberflächen- und Festkörperphysik entwickelt, wofür er auch 1981 den Nobelpreis erhielt.
Die zugrunde liegende Idee bestand darin, die Energieverteilung der Elektronen im Festkörper durch Photoemissionsanregung in eine Intensitätsverteilung I(Ekin) von Photoelektronen einer bestimmten Energie Ekin zu überführen. Die kinetische Energie der Photoelektronen lässt sich dann mittels geeigneter magnetischer oder elektrostatischer Analysatoren messen (spektroskopieren).
Zur Anregung der Photoelektronen verwendete er zwei verschiedene Typen von Lichtquellen, die auch heute noch im Laborbetrieb üblich sind, die Gasentladungslampe und die Röntgenröhre. Die in diesen Quellen entstehende und für die PES genutzte Strahlung liegt im harten Ultraviolett-Bereich bzw. im weichen Röntgenbereich. Entsprechend der Energie der verwendeten Strahlung unterscheidet man bis heute die Photoelektronenspektroskopie in UPS (Ultraviolett-Photoelektronenspektroskopie) und XPS, nach der englischen Bezeichnung X-ray für Röntgenstrahlung. Die Energieauflösung der ersten eingesetzten Instrumente betrug typischerweise zwischen 1 und 2 eV im XPS- und 100 meV oder weniger im UPS-Bereich.
Eine wesentliche Entdeckung von Siegbahn war, dass die Spektren der Rumpfelektronen von der chemischen Umgebung des untersuchten Systems abhängen. In den XPS-Spektren desselben Elementes zeigen sich, je nachdem in welcher chemischen Form es vorliegt, Unterschiede in der Bindungsenergie eines Rumpfelektrons von bis zu einigen Elektronenvolt, und in vielen Fällen kann auch die Form der Spektren Aufschluss über den Valenzzustand eines Elementes geben. Auf diesen Beobachtungen und den daraus resultierenden Anwendungsmöglichkeiten gründet sich der zweite Name von XPS, ESCA (Electron Spectroscopy for Chemical Analysis).
Die Methode, Moleküle in der Gasphase mittels ultravioletten Lichts zu studieren, wurde von David W. Turner entwickelt und in einer Serie von Veröffentlichungen von 1962 bis 1970 beschrieben. Als Lichtquelle verwendete er eine He-Gasentladungslampe (E = 21,22 eV) deren Emission im ultravioletten Bereich liegt. Mit dieser Quelle erreichte die Gruppe um Turner eine Energieauflösung von ca. 0,02 eV und war damit in der Lage die Energie von Molekülorbitalen sehr genau zu bestimmen und mit theoretischen Werten der damals aktuell entwickelten Quantenchemie zu vergleichen. Aufgrund der Anregung mittels UV-Licht wurde diese Messmethode – in Anlehnung an XPS – UPS genannt.

## Theoretische Beschreibung

Vereinfachtes Schema der PES vom Photoeffekt zum gemessenen Spektrum. Dargestellt ist im linken Graph die Zustandsdichte (engl. density of states, DOS) eines Metalls mit zwei Rumpfniveauzuständen und einem das Fermi-Niveau kreuzenden (metallischen) Band. Durch die Messung bei endlicher Temperatur und Geräteauflösung wird die scharfe Fermi-Kante und die diskreten Rumpfniveaus verbreitert, im rechten Graph als PES-Spektrum skizziert.

Schematische Darstellung der relevanten Energieniveaus für die Messungen der Bindungsenergie mittels Röntgenphotoelektronenspektroskopie (XPS)

Die Photoelektronenspektroskopie ist eine Messmethode, die auf dem äußeren Photoeffekt beruht. Bestrahlt man ein Gas oder einen Festkörper mit Licht der bekannten Energie EPhoton, so werden Elektronen der kinetischen Energie Ekin frei. Einstein konnte mit seiner lichtelektrischen Gleichung den Zusammenhang zwischen der eingestrahlten Photonenenergie und der kinetischen Energie der Elektronen herstellen:
{\displaystyle E_{\mathrm {kin} }=E_{\mathrm {Photon} }-E_{\mathrm {B} }-\Phi _{\mathrm {spekt} }}
Über diese Gleichung können bei bekannter Photonenenergie und gemessener Elektronenenergie Aussagen über die Bindungsverhältnisse der Elektronen in dem untersuchten Material gemacht werden. Die Bindungsenergie EB bezieht sich dabei auf das chemische Potenzial des Festkörpers, und die (beim Kalibrieren des Spektrometers ermittelte) Austrittsarbeit Φspek des Spektrometers. Die Austrittsarbeit ist eine charakteristische, material- bzw. oberflächenspezifische Größe, die sich mittels des äußeren Photoeffekts bestimmen lässt (siehe Bild 2). In einer Näherung nach Koopmans wird angenommen, dass sich die Lage der Energieniveaus eines Atoms oder Moleküls bei seiner Ionisierung nicht ändert. Dadurch ist die Ionisationsenergie {\displaystyle I} für das höchste besetzte Orbital (HOMO: highest occupied molecular orbital) gleich der negativen Orbitalenergie {\displaystyle \varepsilon }, also der Bindungsenergie. Bei genauer Betrachtung dieser Energie bei Rumpfniveauelektronen kann so auf die Atomsorte geschlossen werden und man erhält aus der quantitativen Analyse die chemische Zusammensetzung (Stöchiometrie) der Probe und bis zu einem gewissen Grad auch die chemischen Bindungsverhältnisse im untersuchten Festkörper. Außerdem erlaubt die Analyse der Bindungsenergie der Valenzband- und Leitungselektronen eine sehr detaillierte Untersuchung des Anregungsspektrums des Elektronensystems kristalliner Festkörper.
Die zusätzliche Bestimmung des Winkels, unter dem die Photoelektronen einen Festkörper verlassen, erlaubt eine genauere Untersuchung der Valenzbandstrukturen kristalliner Festkörper, wobei man sich die Impulserhaltung beim Photoemissionsprozess zunutze macht. Aufgrund des Zusammenhangs zwischen dem Impuls des Photoelektrons und dem Wellenvektor eines Bloch-Elektrons ist es dabei möglich, aus der Winkelabhängigkeit der Spektren auf die Dispersionsrelationen der Valenzzustände zu schließen. Diese winkelaufgelöste Photoelektronenspektroskopie wird auch kurz ARPES genannt (angular resolved photoelectron spectroscopy). Bei Metallen beinhalten die elektronischen Dispersionsrelationen die Information über die Form der Fermi-Fläche, die sich auch mit einer Reihe anderer Methoden ermitteln lässt, wie z. B. dem De-Haas-van-Alphen-, Schubnikow-de-Haas- oder dem anomalen Skineffekt. Die genannten Methoden müssen allerdings bei möglichst tiefen Temperaturen an hoch reinen Einkristallen durchgeführt werden, wohingegen die ARPES auch bei Raumtemperatur und vergleichsweise defektreichen Kristallen angewendet werden kann.

## Messmethoden der Photoelektronenspektroskopie

### Röntgenphotoelektronenspektroskopie (XPS)

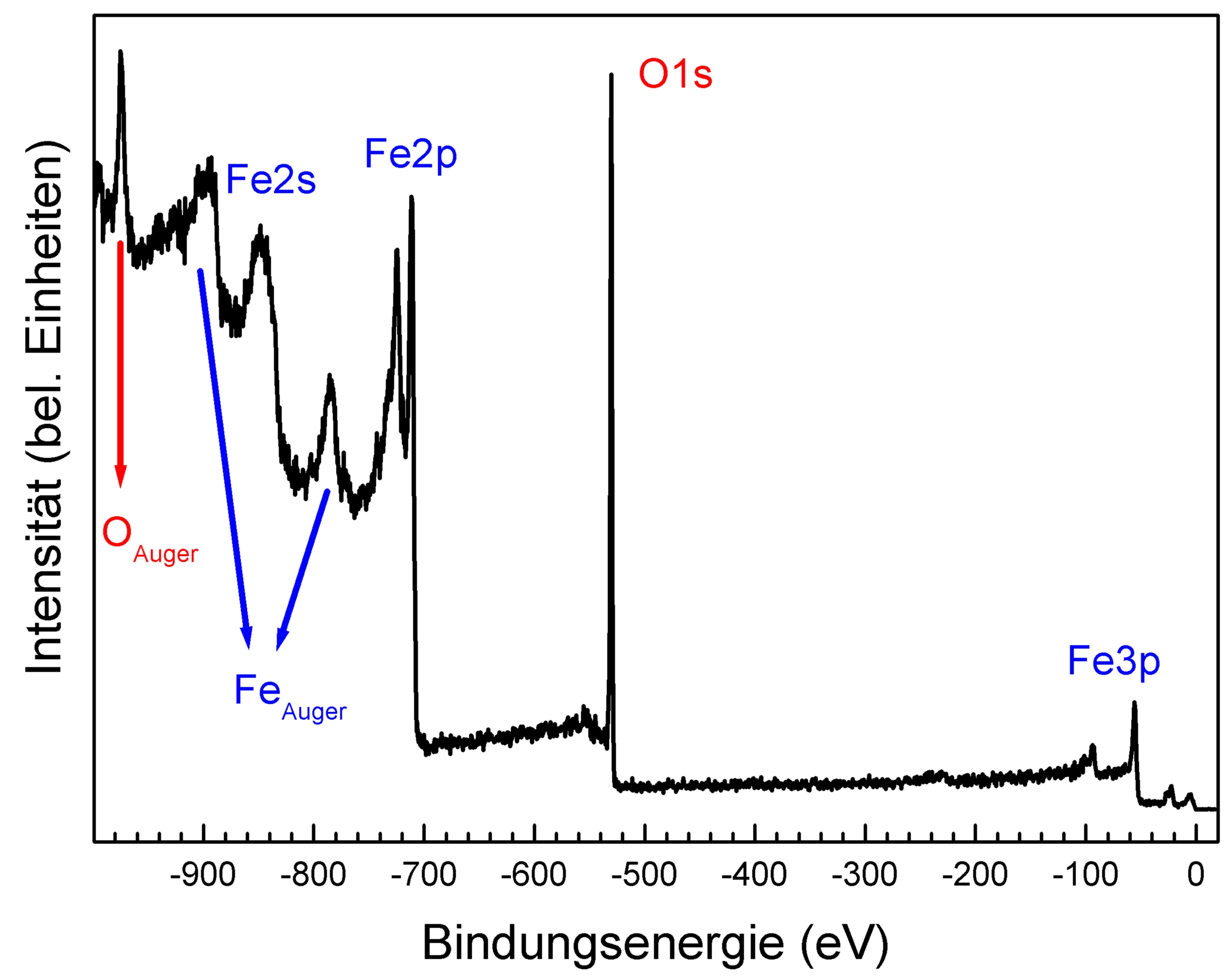
XP-Spektrum von Magnetit (Fe_{3}O_{4})

Röntgenphotoelektronenspektroskopie (englisch: X-ray photoelectron spectroscopy, XPS, oft auch electron spectroscopy for chemical analysis, ESCA) ist eine etablierte Methode, um die chemische Zusammensetzung vor allem von Festkörpern bzw. deren Oberfläche zerstörungsfrei zu bestimmen. Man erhält dabei zunächst eine Antwort auf die Frage der qualitativen Elementanalyse, also aus welchen chemischen Elementen der Festkörper besteht. Lediglich Wasserstoff und Helium können aufgrund geringer Wirkungsquerschnitte im Allgemeinen nicht nachgewiesen werden.
Die Methode nutzt energiereiche Röntgenstrahlung, meist aus einer Al-Kα- oder auch Mg-Kα-Quelle, um Elektronen aus den inneren Orbitalen zu lösen. Aus der kinetischen Energie der Photoelektronen kann anschließend deren Bindungsenergie EB bestimmt werden. Sie ist charakteristisch für das Atom (genauer sogar für das Atomorbital), aus dem das Elektron stammt. Der zur Messung verwendete Analysator (meist ein Halbkugelanalysator) wird über elektrostatische Linsen und Gegenspannungen so eingestellt, dass ihn nur Elektronen einer bestimmten Energie passieren können. Für die XPS-Messung werden die Elektronen, die am Ende des Analysators noch ankommen, über einen Sekundärelektronenvervielfacher detektiert, so dass ein Spektrum entsteht, welches meistens in einem Graphen durch die Auftragung der Intensität (Zählrate) über der kinetischen Energie der Photoelektronen dargestellt wird. Die Intensität ist proportional zur Häufigkeit des Auftretens der verschiedenen Elemente in der Probe. Um die chemische Zusammensetzung eines Festkörpers zu bestimmen, muss man die Fläche unterhalb der beobachteten Linien, die charakteristisch für die Elemente sind, auswerten. Dabei sind allerdings einige messspezifische Besonderheiten zu beachten (siehe Hauptartikel).

### Ultraviolettphotoelektronenspektroskopie (UPS)
Zweck der UPS ist die Bestimmung der Valenzbandstruktur von Festkörpern, Oberflächen und Adsorbaten. Bestimmt wird die Zustandsdichte (englisch Density of States, DOS). Zu diesem Zweck wird bei der UPS (im Festkörperbereich oft auch als Valenzbandspektroskopie bezeichnet) ultraviolettes Licht eingesetzt, das nur zum Auslösen von Valenzelektronen fähig ist. Diese Energien sind natürlich der XPS-Messung ebenfalls zugänglich, nur kann durch eine geeignete Wahl der Lichtquelle (i. A. He-Gasentladungslampen) die kinetische Energie der so ausgelösten Photoelektronen mit extrem hoher Genauigkeit gemessen werden. Mit UPS können auch minimale Energieunterschiede von Molekülorbitalen oder auch der physikalischen Umgebung (z. B. Adsorption an Oberflächen) des spektroskopierten Moleküls aufgelöst werden. Untersucht werden kann die chemische Struktur von Bindungen, Adsorptionsmechanismen an Substraten und Schwingungsenergien verschiedener molekularer Gase.

### Zwei-Photonen-Photoemissions-Spektroskopie (2PPE)
Zwei-Photonen-Photoemissions-Spektroskopie, kurz 2PPE-Spektroskopie, ist eine Photoelektronenspektroskopie-Technik, die zur Untersuchung der elektronischen Struktur sowie der Dynamik von unbesetzten Zuständen an Oberflächen eingesetzt wird. Dabei werden Femtosekunden- bis Pikosekunden-Laserpulse verwendet, um ein Elektron zu photoaktivieren. Nach einer Zeitverzögerung wird das angeregte Elektron durch einen zweiten Puls in einen Zustand freier Elektronen emittiert. Das emittierte Elektron wird anschließend mit speziellen Detektoren nachgewiesen, mit denen sowohl die Energie als auch der Emissionswinkel und damit der Impuls des Elektrons parallel zur Oberfläche bestimmt werden kann.

### Winkelaufgelöste Messungen (ARPES)

Prinzip der winkelaufgelösten Messung

Mit Hilfe winkelaufgelöster Messungen, ARPES (engl. angle-resolved PES) bzw. ARUPS (angle-resolved UPS) genannt, wird nicht nur die Energie der Photoelektronen, sondern auch der Winkel, unter dem sie die Probe verlassen, gemessen. Auf diese Weise ist eine Bestimmung der Energie-Impulsbeziehung des Elektrons im Festkörper, also die Darstellung der Bandstruktur oder auch die Visualisierung von Fermi-Flächen, möglich.

#### Messprinzip

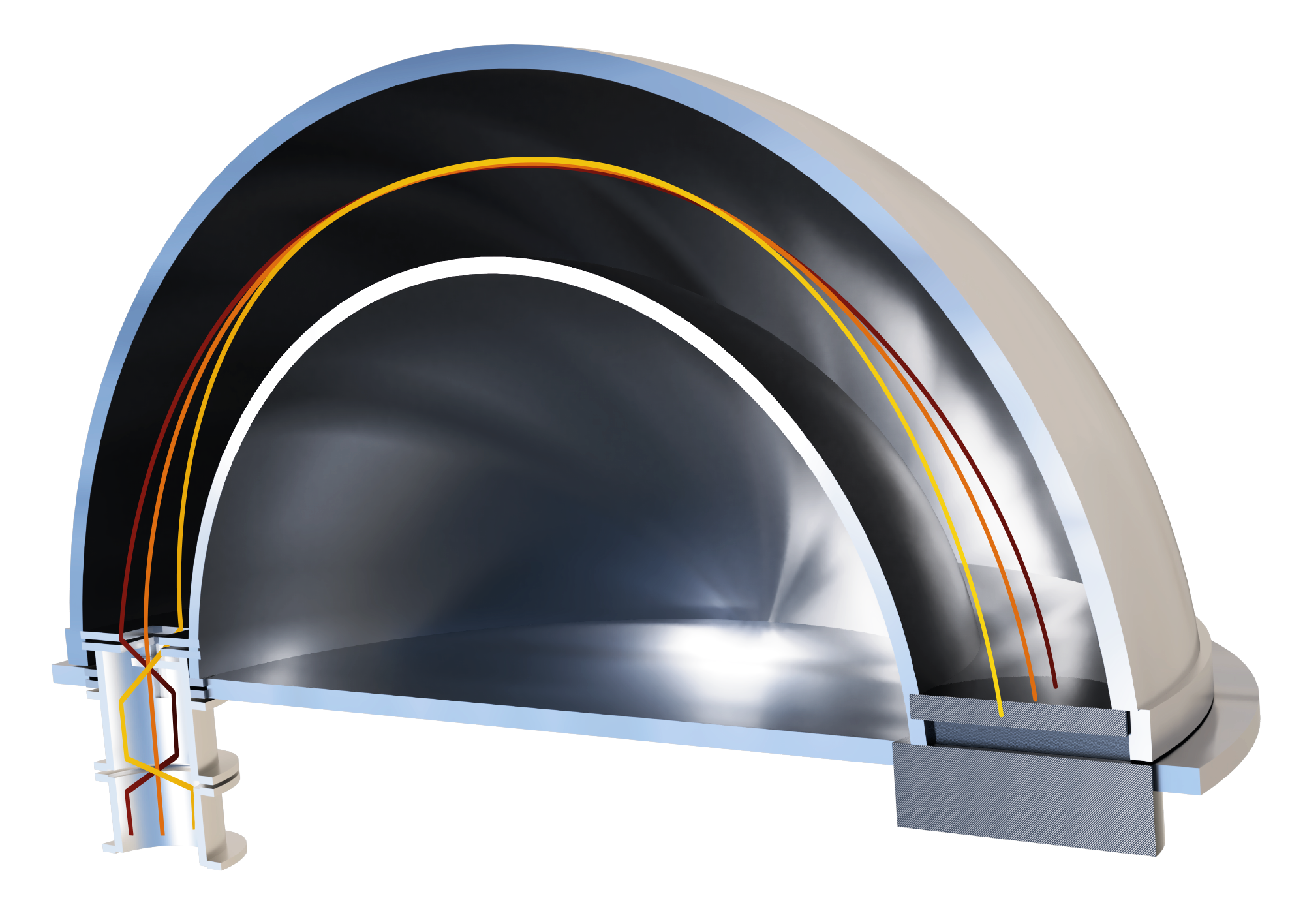
Energieaufgelöste Detektion von Elektronen aus einem kleinen Winkelbereich.

Alle bisher aufgeführten Methoden der PES detektieren die Photoelektronen unabhängig vom Winkel, unter dem sie die Probe verlassen. Genau genommen wählt man bei diesen Messungen im Allgemeinen die Messposition des Analysators derart, dass vorwiegend Elektronen mit einem Austrittswinkel senkrecht zur Probenoberfläche detektiert werden können. Die Analysatoreinstellungen (genauer die Linsenspannungen der elektrostatischen Linsen, die Elektronenoptik) werden so eingestellt, dass sich ein sehr weiter Winkelakzeptanzbereich von ca. ±10° ergibt. Für die im Folgenden beschriebene Messmethode werden die Einstellungen des Analysators so verändert, dass Photoelektronen nur unter einem deutlich kleineren Winkel detektiert werden. Moderne Analysatoren erreichen dabei eine Winkelauflösung von weniger als 0,2° bei gleichzeitiger Energieauflösung von 1–2 meV. Ursprünglich wurden hohe Energie- und Winkelauflösung nur bei niedrigen Photoelektronenenergien im UV-Bereich erreicht, woraus sich dann auch der Name ARUPS ableitete. Gerade in den Jahren 1990–2000 wurde die Auflösung der PES-Analysatoren durch die Kombination von Mikrokanalplatten, phosphoreszierender Platte und CCD-Kamera derart verbessert, dass auch bei weit höheren Photoelektronenenergien (Stand der Technik 2006: Ekin ≈ 10 keV) eine Bestimmung der Bandstruktur möglich wurde.
Aufgrund der für den Analysator bedingten Forderung nach niedrigen Photonenenergien, die beispielsweise aus einer He-Lampe stammen, konnten ARUPS-Messungen nur die Bandstruktur der oberflächennahen Bereiche eines Festkörpers bestimmen. Zusammen mit der Verbesserung der Auflösung der Analysatoren und der Nutzung von hochenergetischem (Ekin > 500 eV), extrem monochromatischem Synchrotronlicht ist es seit ca. 2000 möglich, die Bandstruktur des Volumens von kristallinen Festkörpern zu bestimmen. Dies ist einer der Gründe, warum sich die ARPES in unserer Zeit zu einer der wichtigsten spektroskopischen Methoden zur Bestimmung der elektronischen Struktur von Festkörpern entwickelt hat.

#### Qualitative Auswertung der Messung

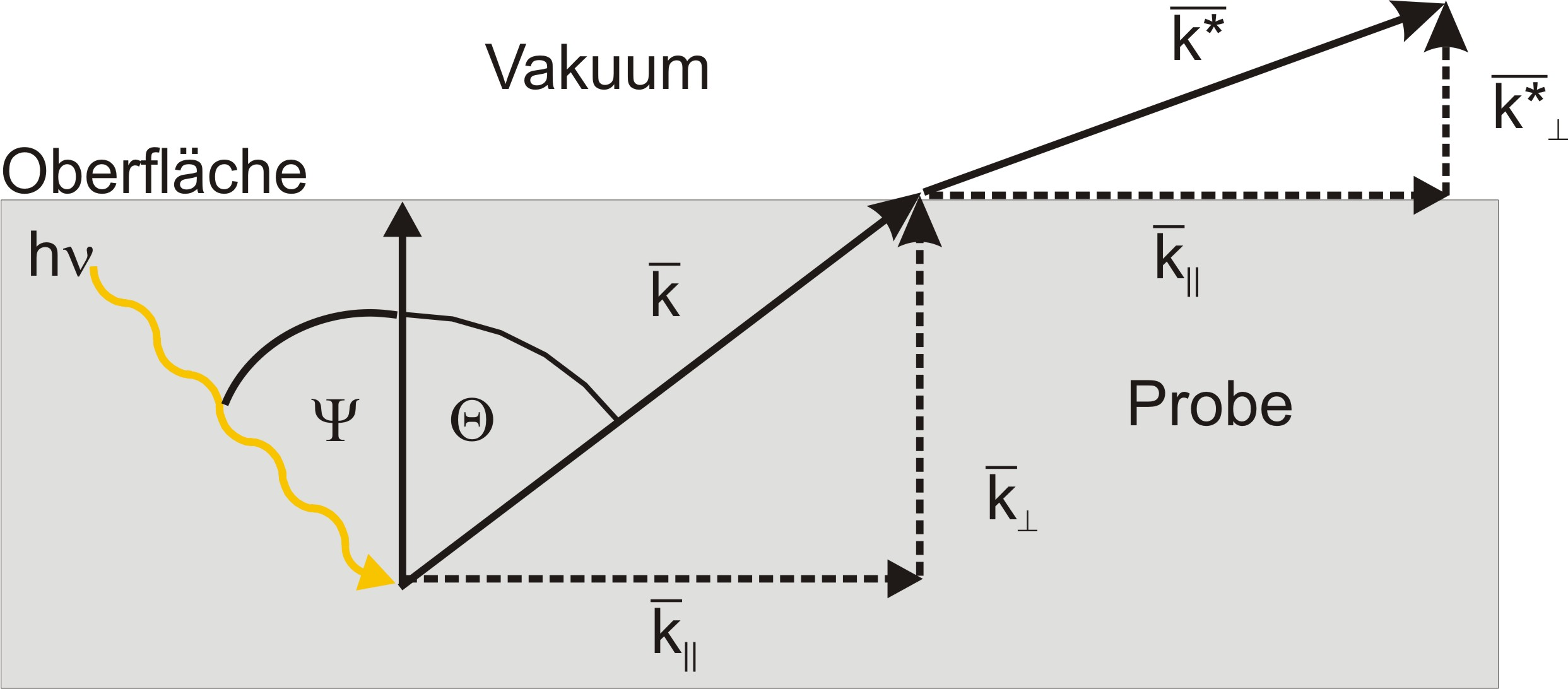
Impulsbeziehung eines Elektrons im Kristall zu einem durch den Photoeffekt ausgelösten Elektron. k und k* sind die Impulsvektoren im Kristall, bzw. im Vakuum, k_{ll} ist der beim Übergang des Elektrons von der Probe zum Vakuum erhaltene Impuls.

Eine wesentliche Voraussetzung für die Gültigkeit der Aussage, dass ARPES die Bandstruktur eines kristallinen Festkörpers bestimmen kann, ist die Anwendbarkeit des Bloch-Theorems auf die beteiligten elektronischen Zustände, das heißt, dass sie sich durch einen Wellenzahlvektor k eindeutig charakterisieren lassen und die zugehörige Wellenfunktion die allgemeine Form:
{\displaystyle \Psi ({\vec {k}},{\vec {r}})=u_{k}({\vec {r}})\exp({\mbox{i}}{\vec {k}}{\vec {r}})}
besitzt, wobei uk eine gitterperiodische Funktion ist. Diese Voraussetzung ist im Experiment nicht erfüllbar. Aufgrund des Übergangs von der Oberfläche der Probe zum Vakuum ist das System in senkrechter Richtung nicht translationsinvariant und damit der k{\displaystyle _{\bot }}-Anteil des gemessenen Wellenzahlvektors keine gute Quantenzahl.
Allerdings ist der k{\displaystyle _{\|}}-Anteil erhalten, da sowohl das Kristallpotenzial als auch das Vakuum parallel zur Oberfläche gitterperiodisch bleiben. Folglich kann man den Betrag des Wellenzahlvektors in dieser Richtung direkt angeben:
{\displaystyle \left|{\vec {k}}_{||}\right|=\sin {\Theta }{\sqrt {2mE_{\mathrm {kin} }/\hbar ^{2}}}}
Bei nicht zu starker Variation der Zustandsdichte (Bandstruktur) des untersuchten Kristalls senkrecht zur Oberfläche ist es also möglich, die besetzte Zustandsdichte direkt zu messen. Um den Vergleich mit theoretischen Rechnungen zu erlauben, wird meistens in bestimmten Hochsymmetrierichtungen der Brillouin-Zone gemessen. Dazu wird der Kristall oft mittels LEED senkrecht zum Analysator orientiert, dann entlang einer der Richtungen gedreht und ein Energiespektrum der Photoelektronen aufgenommen. Mittels einer Mikrokanalplatte und einer CCD-Kamera können sogar gleichzeitig die Energie und der Winkel, unter dem die Elektronen die Oberfläche verlassen, gemessen werden.
Die Darstellung der Ergebnisse erfolgt meistens, indem man alle winkelabhängigen Spektren in einem Graphen darstellt, wobei die Energie und Intensität auf den Koordinatenachsen aufgetragen werden. Um die Winkelabhängigkeit verfolgen zu können, werden die einzelnen Spektren in der Intensität verschoben, so dass die Dispersion beobachtbar wird. Eine alternative Darstellung ist eine Intensitätsverteilung mittels Farbkodierung, bei der Winkel und Energie auf den Koordinatenachsen und die Intensität als Farbabstufung verdeutlicht werden.
Die nahezu vollständige Spektroskopie des Halbraumes über einer metallischen Probe nach der oben genannten Methode erlaubt nun, aus den Spektren die Fermi-Fläche des Elektronensystems des Kristalls zu bestimmen. Die Fermi-Fläche ergibt sich definitionsgemäß aus der Aneinanderfügung aller Punkte im Impulsraum, bei denen ein elektronisches Band die Fermi-Energie kreuzt (wie bei der Dispersionsrelation genügt es, sich bei der Definition der Fermi-Fläche auf die erste Brillouin-Zone zu beschränken). In PES-Messungen mit konstanter Photonenenergie entsprechen die Durchtrittspunkte im Allgemeinen Emissionsrichtungen, bei denen in den Spektren die Intensität an der Fermi-Energie besonders hoch ist. Daher reicht es häufig aus, die Intensitätsverteilung bei EF in Abhängigkeit vom Emissionswinkel Θ zu bestimmen, ohne dabei den genauen Bandverlauf berücksichtigen zu müssen.

### Photoelektronenbeugung (XPD)

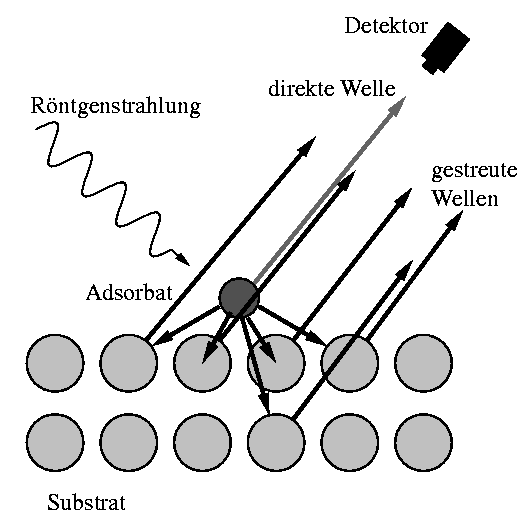
Prinzip der Photoelektronenbeugung

Die Photoelektronenbeugung, oft mit PED, PhD oder auch XPD (engl. X-ray photoelectron diffraction) abgekürzt, ist eine Methode, um die Struktur von kristallinen Oberflächen oder die räumliche Lage von Adsorbaten auf Oberflächen zu bestimmen. Grundlage des Messverfahrens ist wiederum die Photoelektronenspektroskopie, wobei die Intensität der Photoelektronen abhängig vom Emissionswinkel bestimmt wird. Allerdings ist hier nicht wie bei der winkelabhängigen PES der Fokus auf dem Impuls des Photoelektrons, sondern die Interferenz der Wellenfunktion des Photoelektrons. In Abhängigkeit von Emissionsrichtung und kinetischer Energie des Photoelektrons findet man Intensitätsunterschiede, Modulationen genannt. Diese Intensitätsmodulationen entstehen durch konstruktive und destruktive Interferenz zwischen der Elektronenwelle, die den Detektor auf direktem Weg erreicht (Referenzwelle), und solchen, die aus ein- oder mehrfach an der Umgebung des emittierenden Atoms elastisch gestreuten Wellen (Objektwellen) auftreten. Die Gangunterschiede und Intensitäten der einzelnen Wellen hängen von der geometrischen Anordnung und der Art der Nachbaratome ab. Bei einer ausreichenden Anzahl von gemessenen Intensitäten lässt sich aus den Modulationen die geometrische Struktur bestimmen, indem die experimentell gemessenen Modulationen mit entsprechenden Simulationen verglichen werden.
Die einfachsten Anwendungen beruhen auf der Vorwärts-Fokussierung durch Atome oberhalb des photoionisierten Atoms. Damit lässt sich bestimmen, ob bestimmte Atome unmittelbar an der Oberfläche oder tiefer sitzen, und bei adsorbierten Molekülen, ob oberhalb einer Atomsorte noch andere Atome (und in welcher Richtung) sitzen. Mittels der XPD kann die kristallographische Struktur von Metall- und Halbleiteroberflächen bestimmt werden. Außerdem erhält man Informationen über die räumliche Lage von Molekülen auf Oberflächen, der Bindungslängen und Bindungswinkel.

### Photoemissionselektronenmikroskopie (PEEM)
Eine weitere verbreitete Anwendung der PES ist die Photoemissionselektronenmikroskopie, kurz PEEM (engl. photo emission electron microscopy) genannt. Hier werden durch den Photoeffekt Elektronen aus der Probe herausgelöst, allerdings wird bei der Detektion nicht die Anzahl der Elektronen einer durch den Analysator ausgewählten kinetischen Energie gemessen, sondern man interessiert sich vielmehr für die Intensitätsverteilung der Photoelektronen eines zweidimensionalen Bereiches der Probe. Es handelt sich somit, charakteristisch für Mikroskope, um eine abbildende Messtechnik.
Durch den Einbau eines Mikroanalysators in den Strahlengang, der die kinetische Energie der Photoelektronen selektiert (analog zur normalen PES) sowie durch die Verwendung von schmalbandigen und kurzwelligen Anregungslichtquellen, wie z. B. Synchrotronstrahlung, ist es möglich, auch lateral aufgelöste XPS durchzuführen (XPS-Mikroskop). Die Bezeichnung μ-ESCA beschreibt die chemische Analyse eines Mikrometer-großen Bereiches der Probe. Damit ist sowohl eine Bestimmung der Elementzusammensetzung der Probe als auch die Untersuchung lokaler Unterschiede der elektronischen Eigenschaften möglich.

### Koinzidente Photoelektronenspektroskopie
Neben der Emission eines einzelnen Elektrons pro einfallendes Photon, besteht auch die Möglichkeit, dass zwei oder mehr Elektronen ausgelöst werden. Dies kann einerseits als Teil einer Sekundärelektronen-Kaskade geschehen, aber auch durch die kohärente Emission zweier Elektronen durch ein Photon. Durch die koinzidente Messung der emittierten Elektronen kann auf die zugrunde liegenden Kopplungsmechanismen geschlossen werden.
Für den experimentellen Nachweis kommen typischerweise keine elektrostatischen Analysatoren zum Einsatz, sondern Flugzeit-Spektrometer. Aufgrund des kleinen Öffnungswinkel eines elektrostatischen Analysators, lassen sich so nur sehr geringe Koinzidenzraten erreichen. Eine wesentlich höhere Nachweiseffizienz ermöglichen Flugzeitprojektionssysteme. Hierbei werden die durch einen gepulsten Photonenstrahl emittierten Elektronen auf ortsauflösende Detektoren projiziert. Aus Flugzeit und Ort können so die Anfangsimpulse bzw. Winkel und kinetische Energie bestimmt werden.

### Messungen in Resonanz (ResPES)
Grundsätzlich ist der Verlauf des Photoemissionsspektrums, insbesondere das des Valenzbandes, abhängig von der zur Anregung verwendeten Photonenenergie. Überstreicht man mit der Photonenenergie den Bereich einer Röntgenabsorptionskante, so sind die Änderungen im Allgemeinen besonders stark ausgeprägt. Grund dafür sind Resonanzeffekte, die durch die Wechselwirkung zweier oder mehrerer verschiedener Endzustände, genauer von Kontinuumszuständen mit diskreten Niveaus, entstehen und so den Gesamtphotoemissionswirkungsquerschnitt beeinflussen. Trägt man die Photoemissionsintensität einer ausgewählten spektralen Struktur gegen die Photonenenergie auf, so erhält man im Allgemeinen asymmetrische Anregungsprofile, so genannte Fano-Resonanzen. Form und Intensität dieser Profile können Aufschluss über den elementaren Charakter der spektralen Struktur, über Details der chemischen Bindung und über die Wechselwirkungen der beteiligten Zustände geben. Dies wird bei der resonanten Photoemissionsspektroskopie (resonant photoemission spectroscopy, ResPES) ausgenutzt.

### Inverse Photoelektronenspektroskopie (IPES)
Im Gegensatz zur PES werden bei der inversen Photoelektronenspektroskopie (IPS, IPES), oft auch inversen Photoemissionsspektroskopie genannt, Elektronen bekannter Energie auf die Probe beschleunigt und die dabei emittierten Photonen als Bremsstrahlung detektiert. Die beiden Messmethoden PES und IPES können sich sehr gut ergänzen, da sich die IPES gut zur Bestimmung der unbesetzten Zustandsdichte (oberhalb der Fermi-Energie) eignet (Genaueres zur Bestimmung der unbesetzten Zustandsdichte mit UPS oben). Analog zu den gerade erwähnten winkelintegrierten Messungen ermöglicht die IPES bei winkelaufgelösten Messungen auch die experimentelle Ermittlung der Bandstruktur oberhalb des chemischen Potentials (oberhalb der Fermi-Energie). Analog zu ARUPS erhält man bei IPES im UV-Bereich zur Bestimmung der Bandstruktur, die k-Information aus der Einfallsrichtung der anregenden Elektronen.
Apparativ setzt sich ein IPES-Spektrometer aus einer einfachen Elektronenkanone und einem Photonendetektor mit Bandpassfilter oder Monochromator zusammen. Zumeist wird bei Labormessungen die kinetische Energie (Primärenergie) der Elektronen variiert und die Photonenenergie bei der Detektion konstant gehalten. Man spricht in diesem Fall vom Isochromaten-Modus, wovon sich auch die Bezeichnung BIS, Bremsstrahlungsisochromaten-Spektroskopie, ableitet. Den häufigsten Einsatz finden für Energien im UV-Bereich Bandpassfilter vom Geiger-Müller-Typ, bei dem ein Erdalkalifluoridfenster als Tiefpass (z. B. CaF2 oder SrF2) und ein geeignetes Zählgas (z. B. I2 oder CS2) als Hochpass kombiniert werden. Detektionsenergie und Bandpassbreite ergeben sich aus der Transmissionsschwelle des Fenstermaterials bzw. aus der molekularen Photoionisationsschranke des Zählgases (etwa 9,5 eV). Die Bandpassbreite bestimmt im Wesentlichen die Spektrometerauflösung. Andere Detektortypen kombinieren das Erdalkalifluoridfenster mit einem geeignet beschichten Kanalelektronenvervielfacher (z. B. mit Natriumchlorid oder Kaliumbromid).
Wegen des geringen Wirkungsquerschnittes des inversen Photoemissionsprozesses ist die typische Zählrate im Vergleich zur Photoelektronenspektroskopie sehr klein. Daher lassen sich bei der IPES auch keine vergleichbaren Energieauflösungen erreichen, da das Signal mit der Bandpassbreite linear abnimmt. Typische Werte für die Auflösung liegen bei wenigen Hundert Millielektronenvolt, sind also zwei Größenordnungen schlechter als bei UPS. Detektoren mit Gittermonochromatoren erreichen prinzipiell deutlich bessere Werte und sind wegen ihrer durchstimmbaren Photonenenergie wesentlich flexibler einsetzbar, sind aber sehr viel teurer und größer als die anderen Detektortypen.

### ZEKE-Spektroskopie
Bei der ZEKE-Spektroskopie (ZEKE kurz für englisch zero-electron kinetic energy oder auch nur zero kinetic energy) werden insbesondere Elektronen an der Ionisationsgrenze detektiert. Das zu untersuchende Gas wird mit einem kurzen Laserpuls bestrahlt. Nachdem dieser Laserpuls abgeklungen ist, wird die Zeit {\displaystyle \tau } abgewartet. In dieser Zeit bewegen sich alle Elektronen mit {\displaystyle E>E_{c}} aus dem Untersuchungsbereich heraus. Mit Hilfe eines elektrischen Feldes werden nach Ablauf von {\displaystyle \tau } alle restlichen Elektronen abgesaugt und gemessen.